# オウカノガン郡 (ワシントン州)
オウカノガン郡（英: Okanogan County、[ˌoʊkəˈnɒɡən]）は、アメリカ合衆国ワシントン州の北中部に位置する郡であり、ワシントン州の郡では面積最大である。2010年国勢調査での人口は41,120人である。郡庁所在地はオウカノガンであり（人口2,552人）、郡内で人口最大の都市はオマックである（人口4,845人）。郡設立時の郡庁所在地はルビーだったが、100年以上前からゴーストタウンになっている。
郡名はオウカノガン語の地名ukʷnaqínから採られた。オウカノガンという地名は北のカナダのブリティッシュコロンビア州南部に広がる地域にも使われている。
オウカノガン郡は1888年2月22日にスティーブンス郡から分離して設立された。

## 地理
アメリカ合衆国国勢調査局に拠れば、郡域全面積は5,315平方マイル (13,766km2)であり、このうち陸地は5,268平方マイル (13,644 km2)、水域は47平方マイル (122 km2)で水域率は0.89%である。

### 特徴的な地形
- カスケード山脈
- コロンビア川
- オウカノガン川
- ノースガードナー山、オウカノガン郡の最高地点、標高8,956 フィート (2,730 m)

### 主要高規格道路

オウカノガン国立の森

- アメリカ国道97号線
- ワシントン州道20号線
- ワシントン州道153号線

### 隣接する郡
- フェリー郡 - 東
- リンカーン郡 - 南東
- グラント郡 - 南
- ダグラス郡 - 南
- シェラン郡 - 南西
- スカジット郡 - 西
- ワットコム郡 - 西

また北はカナダのブリティッシュコロンビア州とも境を接している。
- オカナガン・シミルカミーン地域
- クートニー・バウンダリー地域

### 国立保護地域
- ネズパース国立歴史公園（部分）
- オウカノガン国立の森

## 人口動態
以下は2000年の国勢調査による人口統計データである。
| 基礎データ - 人口: 39,564人 - 世帯数: 15,027 世帯 - 家族数: 10,579 家族 - 人口密度: 3人/km2（8人/mi2） - 住居数: 19,085 軒 - 住居密度: 1軒/km2（4/mi2） 人種別人口構成 - 白人: 75.32% - アフリカン・アメリカン: 0.28%% - ネイティブ・アメリカン: 11.47% - アジア人: 0.44% - 太平洋諸島系: 0.07% - その他の人種: 9.58% - 混血: 2.84% - ヒスパニック・ラテン系: 14.38% 先祖による構成 - ドイツ系：14.0% - イギリス系：9.5% - アメリカ人：9.2% - アイルランド系：6.8% 年齢別人口構成 - 18歳未満: 27.7% - 18-24歳: 7.3% - 25-44歳: 25.5% - 45-64歳: 25.5% - 65歳以上: 14.0% - 年齢の中央値: 38歳 - 性比（女性100人あたり男性の人口） - 総人口: 99.2 - 18歳以上: 98.0 | 世帯と家族（対世帯数） - 18歳未満の子供がいる: 33.2% - 結婚・同居している夫婦: 54.4% - 未婚・離婚・死別女性が世帯主: 11.0% - 非家族世帯: 29.6% - 単身世帯: 24.5% - 65歳以上の老人1人暮らし: 9.7% - 平均構成人数 - 世帯: 2.58人 - 家族: 3.04人 収入と家計 - 収入の中央値 - 世帯: 29,726米ドル - 家族: 35,012米ドル - 性別 - 男性: 29,495米ドル - 女性: 22,005米ドル - 人口1人あたり収入: 14,900米ドル - 貧困線以下 - 対人口: 21.3% - 対家族数: 16.0% - 18歳未満: 28.2% - 65歳以上: 10.4% |

## 統計上処理される自治体
- ブリュースター
- コンコナリー
- クーリーダム（部分）
- エルマーシティ
- ネスペレム
- ネスペレムコミュニティ
- ノースオマック
- オウカノガン - 郡庁所在地
- オマック
- オーロビル
- パタロス
- リバーサイド
- トナスケット
- トゥィスプ
- ウィンスロップ

### その他の町
- イーニーズ
- アズウェル
- カールトン
- エリスフォード
- ハビラ
- ルーミス
- マロット
- メイソンシティ
- マザマ
- メソー
- モンス
- ナイトホーク
- ロッキービュート
- シナレップ
- ワウコンダ

### ゴーストタウン
- モルソン
- ボディ
- ボルスター
- チーソー
- ディソーテル